# Carea immemor
Carea immemor är en fjärilsart som beskrevs av W. Warren 1916. Carea immemor ingår i släktet Carea och familjen trågspinnare. Inga underarter finns listade i Catalogue of Life.